# Tahina

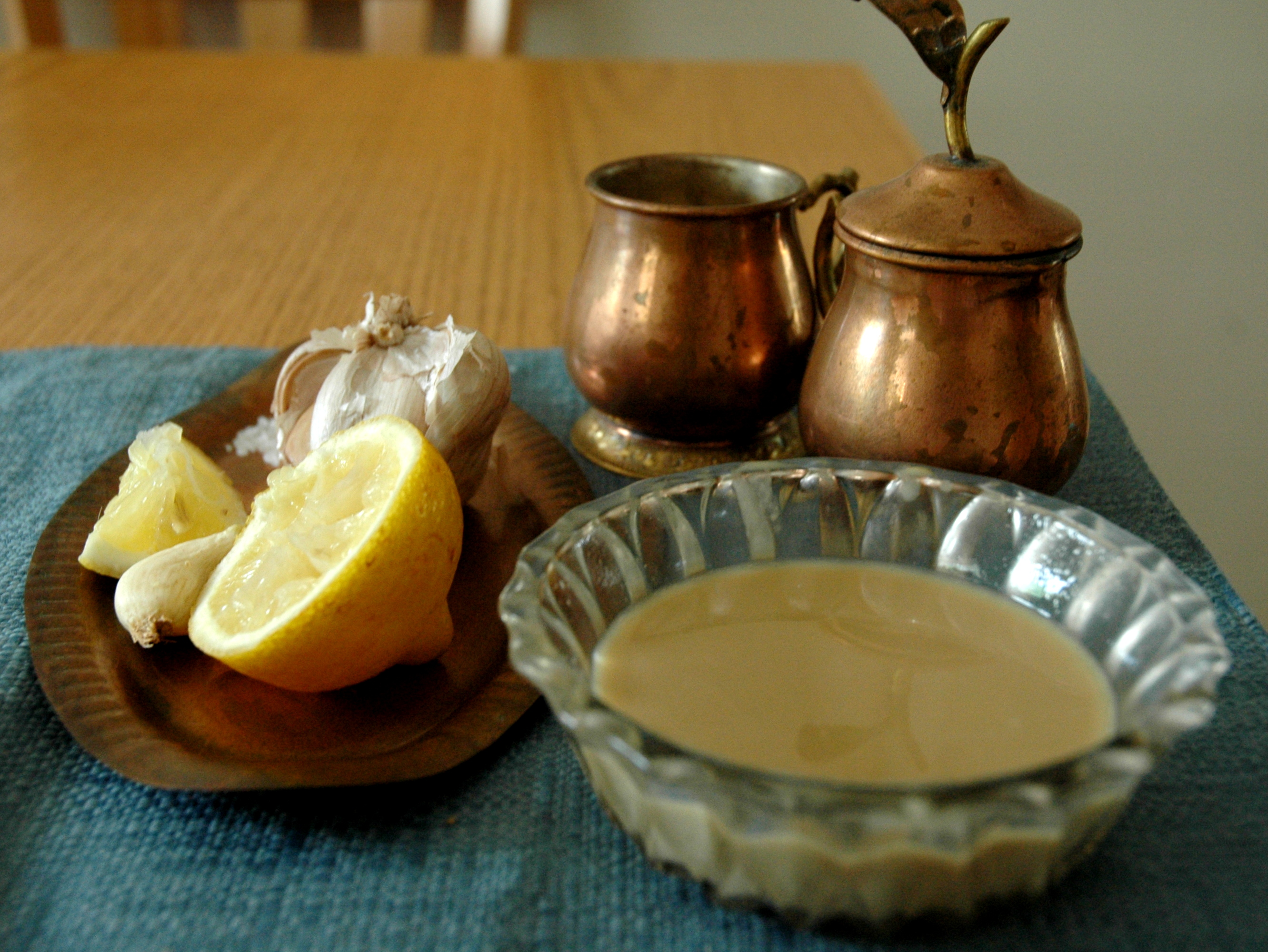
Tahina

La tahina o pasta de sèsam (àrab: طحينة, ṭaḥīna, femení del participi طحين, ṭaḥīn, ‘mòlt’) és una pasta feta amb llavors de sèsam lleugerament torrades i després moltes que es fa servir en la gastronomia del Nord d'Àfrica, de l'Orient Mitjà, de Grècia i de Turquia.
La tahina és un principal component de l'hummus i també d'altres plats grecs i del Mitjà Orient.
La pasta de sèsam, feta a l'estil asiàtic, sense clofolla, també és un ingredient de certs plats de la Xina, Corea, el Japó i l'Índia.

## Valor nutritiu
100 grams de tahina proporcionen una energia de 2.489 kJ amb 21,19 g d'hidrats de carboni, 17 g de proteïna, 3,05 g d'aigua 426 mg de calci i 8,95 mg de ferro.
La tahina també és el principal ingredient del tipus mediterrani de halva, i està esdevenint més comú el seu ús en la cuina europea.